# Kerim Findi
Kerim Findi, född 1946 i Dihok, är en kurdisk författare från irakiska Kurdistan.

## Biografi
Kerim Findi studerade engelsk litteratur på Mosuls universitet 1974.
1970 blev han medlem i kurdiska författarförbundet.
1993 blev han direktör på kulturministeriet i Kurdistans regionala regering och sedan pressekreterare och biträdande kulturminister. 
Han har medverkat i flera tidskrifter såsom: redaktion för Beyan, Nuseri Kurd och Peyv och redaktör för Dicle.